# Gongrocnemis corumbana
Gongrocnemis corumbana är en insektsart som beskrevs av Max Beier 1962. Gongrocnemis corumbana ingår i släktet Gongrocnemis och familjen vårtbitare. Inga underarter finns listade i Catalogue of Life.